# 신데렐라 리버티
《신데렐라 리버티》(영어: Cinderella Liberty)는 미국에서 제작된 1973년 드라마 영화이다. 마크 라이델이 연출과 제작을 맡고, 제임스 칸, 마샤 메이슨 등이 출연하였다.

## 출연진
- 제임스 칸
- 마샤 메이슨
- 커크 캘러웨이
- 일라이 월럭
- 버트 영
- 대브니 콜먼
- 브루노 커비
- 앨린 앤 매클리리
- 앨런 아버스

## 기타 제작진
- 배역: 린 스톨매스터
- 미술: 리언 에릭슨
- 의상: 리타 리그스